# 李國鳳
李國鳳（英語：Li Kwok-fung），新界鄉事派人物，現任粉嶺區鄉事委員會主席及香港北區區議會當然議員，曾任北區區議會副主席，以及新界鄉議局當然執行委員。

## 生平
李國鳳生於粉嶺李仲莊家族。李仲莊是新界鄉紳，鄉議局創始人之一。李國鳳與祖父李仲莊、父親李昌、兒子李廣明，家族四代都曾任粉嶺區鄉事委員會主席。
李國鳳於1999年起擔任粉嶺區鄉事委員會主席。2000年，自動成為北區區議會當然議員。2004年，獲選為北區區議會主席。2005年，李國鳳和鄧根年兩人因使用虛假租單企圖騙取區議會租金津貼，被香港廉政公署控以欺詐罪。。2006年，李國鳳被判入獄4個月，鄧根年被判社會服務令240小時。。李國鳳雖然就刑期提出上訴獲准保釋，但是因為被判囚超過3個月，依法即時喪失區議會及粉嶺區鄉事委員會議席。李國鳳的兒子李廣明，在補選中當選為粉嶺區鄉事委員會主席。時任沙頭角區鄉事委員會主席劉天生則接替李國鳳出任北區區議會主席。2006年11月，李國鳳獲香港高等法院減刑至入獄2個月，即時收押。
2007年3月，在新一屆的粉嶺區鄉事委員會選舉中，已經出獄的李國鳳再度當選為粉嶺區鄉事委員會主席。2015年，成功連任粉嶺區鄉事委員會主席，任期至2019年。根據香港有線電視統計，李國鳳在區議會的出席率，是所有區議員當中第3低，只得57%。
2016年，李國鳳當選為北區區議會副主席。
2019年，李國鳳成功連任粉嶺區鄉事委員會主席，其子李廣明當選為副主席。